# Argoctenus devisi
Argoctenus devisi är en spindelart som beskrevs av William Joseph Rainbow 1898. Argoctenus devisi ingår i släktet Argoctenus och familjen taggfotsspindlar. Inga underarter finns listade i Catalogue of Life.